# Malhaniya
Malhaniya – gaun wikas samiti we wschodniej części Nepalu w strefie Sagarmatha w dystrykcie Saptari. Według nepalskiego spisu powszechnego z 2001 roku liczył on 1572 gospodarstw domowych i 7477 mieszkańców (3593 kobiet i 3884 mężczyzn).